# Jessica Dubé

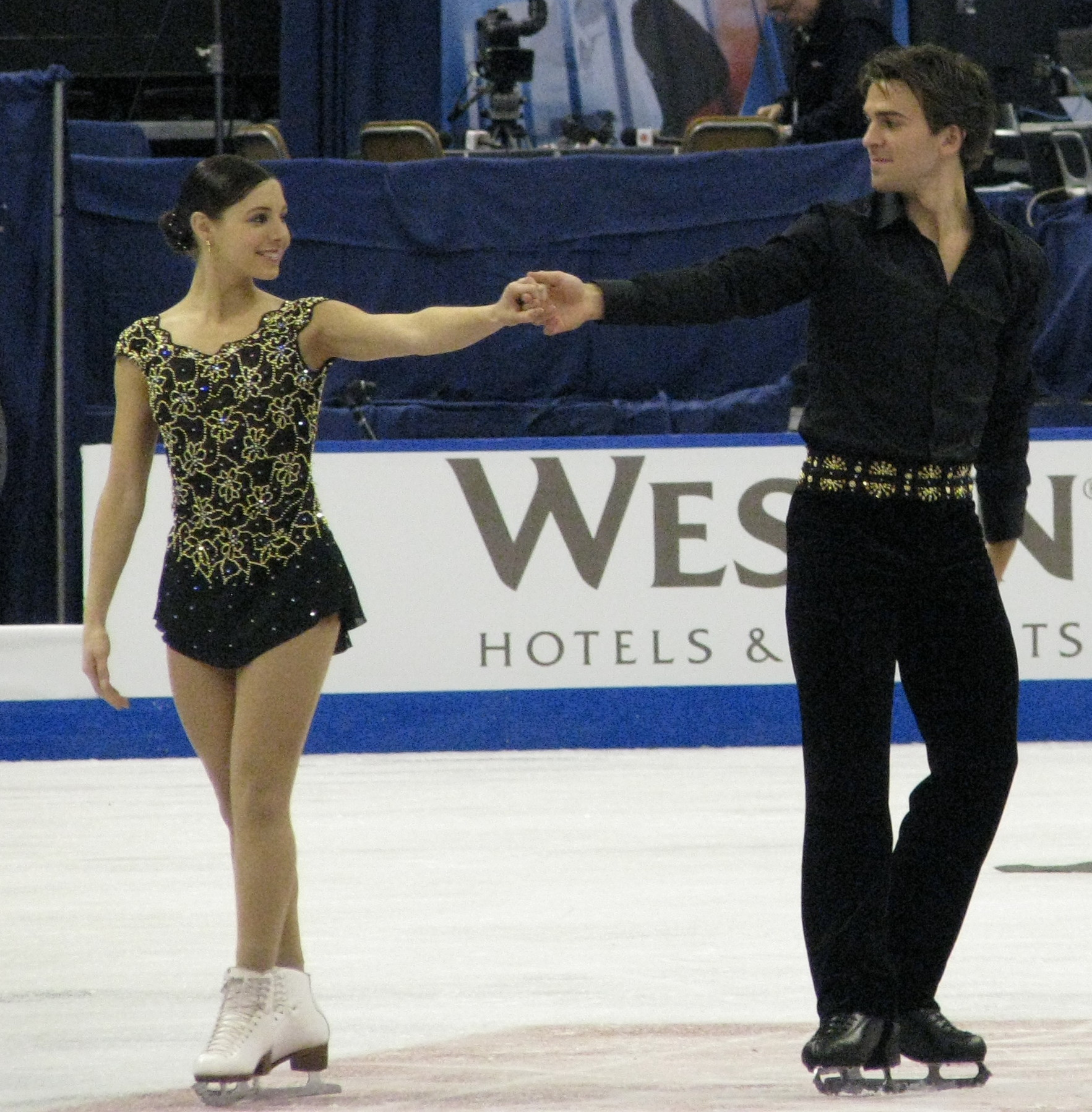
Jessica Dubé y su pareja Bryce Davison.

Jessica Dubé (29 de octubre de 1987) es una patinadora de pareja artística canadiense. Ha ganado tres veces (2007, 2009 y 2010) el campeonato de patinaje artístico de Canadá. En 2008 ganó la medalla de bronce en el Campeonato Mundial de Patinaje Artístico sobre Hielo y en 2009 ganó la medalla de plata en el Campeonato de los Cuatro Continentes de Patinaje Artístico sobre Hielo
En el campeonato de patinaje artístico de Canadá de 2010, Jessica y Bryce fueron nominados para representar a Canadá en los Juegos Olímpicos de Vancouver 2010 donde consiguieron el 6º puesto. Jessica Dubé está patinando actualmente con Sebastien Wolfe.

## Carrera
Jessica comenzó a patinar cuando tenía cuatro años. Su primera pareja fue Samuel Tetrault. Su segunda pareja y con la que compite actualmente es Bryce Davison, juntos han logrado un 10º puesto en los Juegos Olímpicos de Invierno de 2006 y una 7º plaza en el Campeonato mundial de patinaje artístico de 2006.

## Accidente
El 8 de febrero de 2007, la pareja sufrió un accidente mientras patinaban en el Campeonato de los Cuatro Continentes de Patinaje Artístico sobre Hielo de 2007. Mientras estaban dando su tercera vuelta en la pirueta camel se acercaron demasiado el uno al otro y la cuchilla del patín de Davison provocó una seria herida en la mejilla izquierda de Jessica. Jessica se cayó inmediatamente al hielo, la enviaron rápidamente al hospital donde recibió 83 puntos, para reparar su herida en la mejilla izquierda. Su ojo no estaba dañado y no tenía nada roto. En marzo de 2007 la pareja volvió a competir.

## Programas

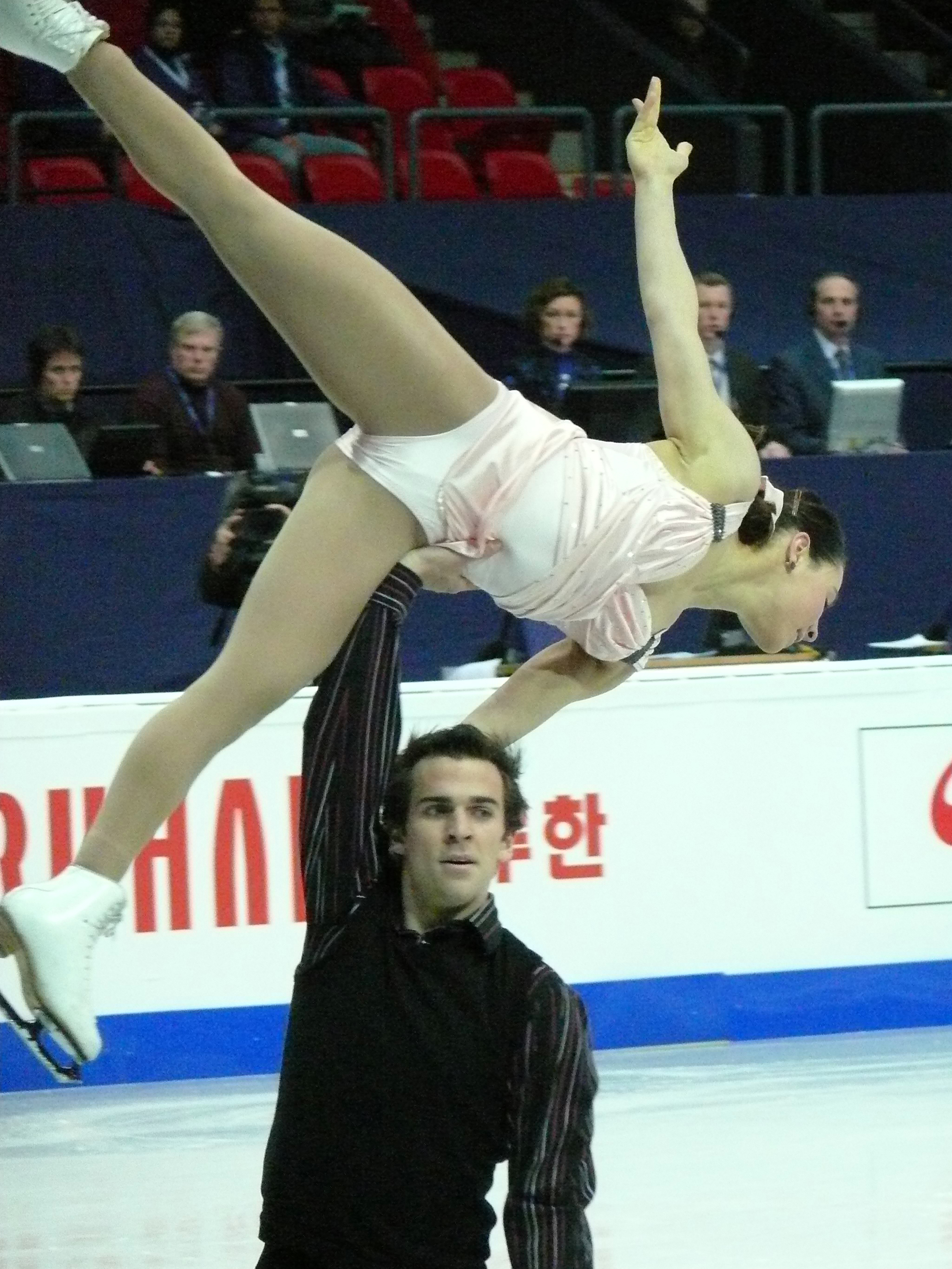
Jessica y Bryce durante el Campeonato Mundial de 2008

(con Davison)
| Temporada | Programa corto                     | Programa libre                                       | Exhibición                    |
| --------- | ---------------------------------- | ---------------------------------------------------- | ----------------------------- |
| 2009/2010 | Requiem for a Dream Clint Mansell  | The Way we were Marvin Hamslisch                     | Fix You Coldplay              |
| 2008-2009 | Fix You Coldplay                   | Carmen Georges Bizet                                 | On Fire Switchfoot            |
| 2007/2008 | Galicia Flemenca Gino D' Auri      | Blower's Daughter (Versión instrumental) Damien Rice | Blower's Daughter Damien Rice |
| 2006/2007 | Galicia Flemenca Gino D' Auri      | Blower's Daughter (Versión instrumental) Damien Rice | Blower's Daughter Damien Rice |
| 2005/2006 | Hasta que te conocí Raúl di Blasio | Piano Concerto N.º 7 Gershwin                        | Endless Love Lionel Richie    |
| 2004/2005 | Hasta que te conocí Raúl di Blasio | Romeo y Julieta Nino Rota                            | My Inmortal Evanescence       |

## Campeonatos

### Campeonatos de pareja

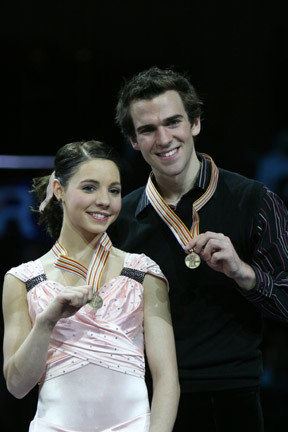
Jessica y Bryce enseñando sus medallas del Campeonato Mundial de 2008

(con Davison)
| Evento                                                 | 2003–2004 | 2004–2005 | 2005–2006 | 2006–2007 | 2007–2008 | 2008–2009 | 2009–2010 |
| ------------------------------------------------------ | --------- | --------- | --------- | --------- | --------- | --------- | --------- |
| Juegos Olímpicos de Invierno                           |           |           | 10º       |           |           |           | 6º        |
| Campeonato mundial de patinaje artístico sobre hielo   |           |           | 7º        | 7º        | 3rd       | 7º        | 6º        |
| campeonato de los cuatro continentes                   |           |           |           | WD        |           | 2º        |           |
| Campeonato mundial junior                              | 2º        | 2º        |           |           |           |           |           |
| Campeonato de Canadá                                   | 1º J.     | WD        | 2º        | 1º        | 2º        | 1º        | 1st       |
| Final del Grand Prix de patinaje artístico sobre hielo |           |           |           |           | 4º        |           |           |
| Skate Canada                                           |           |           |           |           | 2º        | 2º        | 3º        |
| Trofeo Eric Bompard                                    |           |           |           |           |           |           | 2º        |
| Trofeo NHK                                             |           |           |           |           | 3º        | 3º        |           |
| Skate America                                          |           |           | 6º        |           | 1º        |           |           |
| Copa de China                                          |           |           | 4º        |           |           |           |           |
| Junior Grand Prix Final                                | 1º        | WD        |           |           |           |           |           |
| Junior Grand Prix, China                               |           | 2º        |           |           |           |           |           |
| Junior Grand Prix, USA                                 |           | 1º        |           |           |           |           |           |
| Junior Grand Prix, Japón                               | 1º        |           |           |           |           |           |           |
| Junior Grand Prix, México                              | 1º        |           |           |           |           |           |           |

J:Nivel Junior
(con Tetrault)
| Evento                           | 2001–2002 | 2002–2003 |
| -------------------------------- | --------- | --------- |
| Campeonato de patinaje junior    |           | 9º        |
| Campeonato de patinaje de Canadá | 1º N.     | 1º J.     |
| Junior Grand Prix Final          | 6º        | 2º        |
| Junior Grand Prix, Alemania      |           | 1º        |
| Junior Grand Prix, Canadá        |           | 3º        |
| Junior Grand Prix, Japón         | 2º        |           |
| Junior Grand Prix, 2001-2002     | 3º        |           |

- N= Nivel Principiante; J = Nivel Junior